# Jean Garet
Pour les articles homonymes, voir Garet.
Jean Garet est un photographe français né le 15 octobre 1935 à Sain-Bel et mort le 18 mai 1995 à Lyon.

## Biographie
Jean Garet ouvre un magasin de photo à Saint-Valery-en-Caux où il développe les travaux d’amateurs. Il se consacre pendant son temps libre à la prise de vue.
Pendant un séjour de cinq ans en Suède, il est influencé par la photographie nordique. « Ses portraits de peintre, images d’animaux ou paysages sont autant de compositions puissantes et équilibrées, d’où se dégage une impression assez rare de calme. »
Jean Garet reçoit le prix Niépce en 1964.